# Boykinia intermedia
Boykinia intermedia là một loài thực vật có hoa trong họ Saxifragaceae. Loài này được (A.Heller) G.N.Jones miêu tả khoa học đầu tiên năm 1936.